# 大眼長尾鯊
大眼長尾鯊（學名：Alopias superciliosus），又名深海狐鮫，是軟骨魚綱板鰓亞綱鼠鯊目長尾鯊科的一種。

## 分布
本魚分佈在全球熱帶的海洋，水深至500米處。牠們長約3至4米及重160公斤，最長及最重的分別可以達至5米及360公斤。

## 特徵
本魚體延長，有很大的眼睛，可見牠們大部份時間都是在沒有陽光的深海，無瞬膜。牠們的前額凹凸不平，胸鰭大而闊，第一背鰭的位置比其他長尾鯊後。尾鰭頂部很長及像鞭子，差不多等同身體的長度。體背黑褐色，腹部淡褐色，胸鰭與腹鰭的後緣與第一背鰭暗色的；淡色的腹部不擴散到胸鰭基底。

## 生態
大眼長尾鯊出沒於所有類型的水域，包括近岸淺水區、大陸棚及遠洋區域，屬肉食性，主要捕食魚類及頭足類，利用其長形尾擊昏獵物。屬卵胎生，胎兒在子宮內有同種相殘習性。

## 經濟利用
食用魚，魚肝可作成魚油，魚皮可作成皮革。